# Kanariegräs
Kanariegräs (Phalaris canariensis) är en växtart i familjen gräs och släktet flenar (Phalaris).
Kanariegräs är ettårigt och vanligen ca 40 cm högt med breda blad och äggformig vippa. Ytteragnarna har grön mittribba och vita kanter. Arten är inhemsk i Afrika och på Kanarieöarna. Frukterna är utmärkt fågelfoder.
I Sverige kan man påträffa det förvildat på odlad mark och på avfallsplatser.